# Драго Јовановић (новинар)
Драго Јовановић (1980) српски је новинар, ТВ водитељ и уредник. Он је одговорни уредник ТВ ДР.

## Биографија
Године 1999. уписује Факултет политичких наука. Био је водитељ информативне емисије и јутарњег програма на телевизији Пинк, а пре тога је био ангажован на месту менаџера за односе са јавношћу Клиничког центра Србије. Потом је од 2018. године радио на ТВ Прва.
Од 2021. године ради на телевизији К1, где уређује и води јутарњи програм „Уранак”. Уредник је телевизије „Доктор” и водитељ емисије „На првом месту” на истом ТВ програму.